# 沈み込み帯
沈み込み帯（しずみこみたい、英: subduction zone）とは、地球上の2つのプレートが出会って、下にあるほうのプレートがすべってマントルに1年で数cm沈み込む場所のことである。この沈み込みによって海溝やトラフが作られる。

## 概要

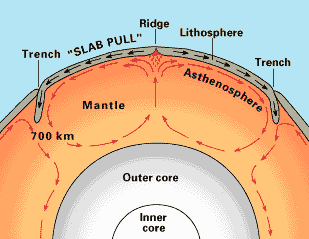
海洋プレートの沈み込みによって海溝が作られる

沈み込み帯では、プレートが沈み込んでいくことで最終的に消失してマントルとなるため、マントルの上昇からマグマが生成噴出され新しいプレートが作られる海嶺とは対極の働きをしている。たいていの場合は、より密度の高い海洋プレートが大陸プレートの下にすべり込み、周辺では多くの火山があり、また地震を頻発させる造山帯をしばしば形成する。
沈み込み帯は海底のリソスフェアが別のプレートに収束し、その下の深さ約100kmに沈み込む線上に存在する。そのような深さではスラブの橄欖岩はエクロジャイト（榴輝岩）に変化し、海底のリソスフェアの密度が増加し、マントルに沈み込む。沈み込み帯ではリソスフェア、堆積物、岩石に閉じ込められた水などが、マントルにリサイクルされる。また地球以外の惑星では沈み込み帯は確認されていない。もし沈み込み帯がなければプレートテクトニクスは存在せず、地球はかなり違ったものになっていたかもしれない。
沈み込み（しずみこみ、英: subduction）が発生する原因は、リソスフェアとその下にあるアセノスフェアの密度の違いで、それは地殻の構成で決まる。密度の大きさは通常、大陸地殻（大陸直下のアセノスフェア）、海洋地殻（海底の下のアセノスフェア）、アセノスフェアの順に小さくなる。しかし例外的にLIPと呼ばれる玄武岩が大量に存在すれば、海洋地殻を極端に軽くして沈み込まない海底のリソスフェアの地域を形成することがある。そのような地域ではプレート同士が衝突して、造山活動を引き起こす。

### 沈み込み帯一覧
| 英名                               | 日本語名                     | 上盤プレート            | 下盤プレート | 備考        |
| ---------------------------------- | ---------------------------- | ----------------------- | ------------ | ----------- |
| en:Aleutian Trench                 | アリューシャン海溝           | 北米                    | 太平洋       |             |
| en:Calabria subduction zone        | カラブリア沈み込み帯         | ユーラシア              | アフリカ     |             |
| en:Cascadia subduction zone        | カスケード沈み込み帯         | 北アメリカ              | フアンデフカ |             |
| en:Cotabato Trench                 | コタバト海溝                 | フィリピン              | ユーラシア   |             |
| en:Hellenic Trench                 | ヘレニック海溝               | ユーラシア              | アフリカ     |             |
| en:Hikurangi Trough                | ヒクランギトラフ             | 印豪                    | 太平洋       |             |
| en:Izu-Ogasawara Trench            | 伊豆小笠原海溝               | フィリピン海            | 太平洋       |             |
| en:Ryukyu Trench                   | 琉球海溝                     | ユーラシア              | フィリピン海 |             |
| en:Japan Trench                    | 日本海溝                     | 北米                    | 太平洋       |             |
| en:Kuril–Kamchatka Trench          | 千島・カムチャツカ海溝       | 北米                    | 太平洋       |             |
| en:Lesser Antilles subduction zone | 小アンティル沈み込み帯       | カリブ                  | 北米         | [ 注釈 1 ]  |
| en:Mariana Trench                  | マリアナ海溝                 | フィリピン海            | 太平洋       | [ 注釈 2 ]  |
| en:Makran Trench                   | マクラン海溝                 | ユーラシア              | アラビア     |             |
| en:Manila Trench                   | マニラ海溝                   | フィリピン              | ユーラシア   |             |
| en:Middle America Trench           | 中米海溝                     | 北米・カリブ            | ココス       |             |
| en:Molucca Sea Collision Zone      | モルッカ海衝突帯             | ユーラシア フィリピン海 | モルッカ海   | [ 注釈 3 ]  |
| en:Nankai Trough                   | 南海トラフ                   | ユーラシア              | フィリピン海 | [ 注釈 4 ]  |
| en:Negros Trench                   | ネグロス海溝                 | フィリピン              | ユーラシア   | [ 注釈 5 ]  |
| en:New Britain Trench              | ニューブリテン海溝           | 太平洋                  | 印豪         |             |
| en:New Guinea Trench               | ニューギニア海溝             | 印豪                    | 太平洋       | [ 注釈 6 ]  |
| en:New Hebrides Trench             | ニューヘブリディーズ海溝     | 太平洋                  | 印豪         | [ 注釈 7 ]  |
| en:North Sulawesi Trench           | 北スラウェシ海溝             | 印豪                    | ユーラシア   |             |
| en:Peru-Chile Trench               | ペルー・チリ海溝             | 南米                    | ナスカ       |             |
| en:Philippine Trench               | フィリピン海溝               | フィリピン              | フィリピン海 | [ 注釈 8 ]  |
| en:Puerto Rico Trench              | プエルトリコ海溝             | カリブ                  | 北米         |             |
| en:Puysegur Trench                 | ピュイセギュール海溝         | 太平洋                  | 印豪         |             |
| Timor-Tanimbar Trough              | ティモール・タニンバルトラフ | ユーラシア              | 印豪         | [ 注釈 9 ]  |
| en:Tonga-Kermadec Trench           | トンガ・ケルマデック海溝     | 印豪                    | 太平洋       | [ 注釈 10 ] |
| en:Sagami Trough                   | 相模トラフ                   | 北米                    | フィリピン海 |             |
| en:San Cristobal Trench            | サンクリストバル海溝         | 太平洋                  | 印豪         | [ 注釈 11 ] |
| en:Seram Trough                    | セラムトラフ                 | ユーラシア              | 印豪         |             |
| en:South Sandwich Trench           | サウスサンドウィッチ海溝     | スコシア                | 南米         |             |
| en:South Shetland Trough           | サウスシェトランドトラフ     | 南極                    | シェトランド |             |
| en:Sunda Trench                    | スンダ海溝                   | ユーラシア              | 印豪         | [ 注釈 12 ] |

## 沈み込み角と地震カップリング
T. Lay および金森博雄はプレート境界の沈み込み帯を、断層面のアスペリティが占める割合に基づいて以下の4種に分類した。
- カテゴリー1 - 全長500km以上のほぼ同じラプチャーゾーン（断層破壊域）をもつ巨大地震が規則正しい時間間隔で発生する傾向がある。アスペリティはプレート境界ほぼ全域に分布する。例 : 南チリ沈み込み帯。
- カテゴリー2 - ラプチャーゾーンがカテゴリー1よりやや小さく、あるときはセグメントが個別に断層破壊し、あるときには全長500km程度の海溝全体が断層破壊して巨大地震を引起す。例 : アリューシャン沈み込み帯。
- カテゴリー3 - いつも同じ部分が断層破壊して大地震を発生させるが、同時に複数のセグメントが断層破壊して巨大地震を発生することは稀である。例 : 千島列島沈み込み帯。
- カテゴリー4 - 非地震性のすべりの割合が大きく、巨大地震は発生しないとされる。例 : マリアナ沈み込み帯。

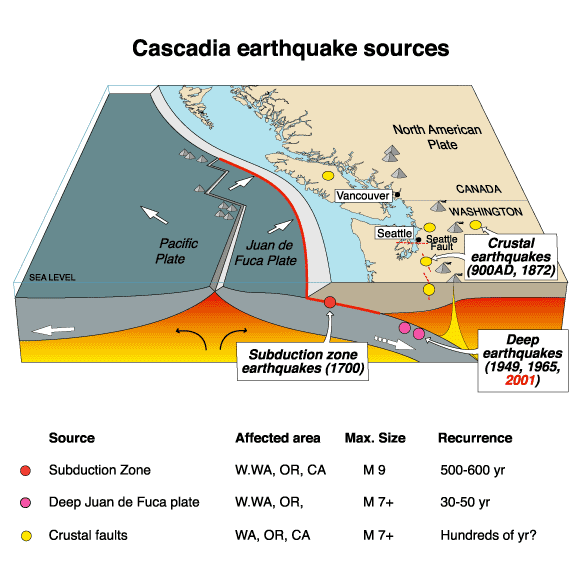
カスケード沈み込み帯

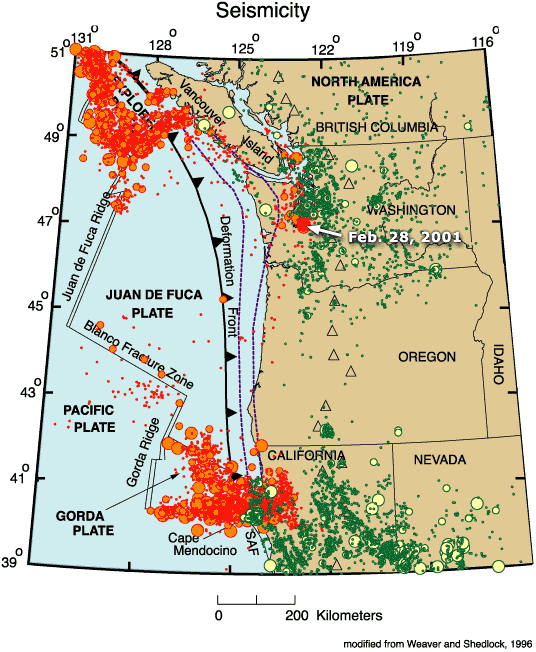
カスケード沈み込み帯地震空白域

M9クラスの超巨大地震はカテゴリー1の沈み込み帯において発生するとされ、南チリでは1960年にチリ地震が発生し、日本においては従来、南海トラフはカテゴリー2、日本海溝はカテゴリー3に属するとされてきたが、その日本海溝では2011年にM9.0の東北地方太平洋沖地震が発生した。
これらの分類はプレートの沈み込み角度が関連し、若く、薄く弾力性があるプレートは低角で沈み込み、プレート間に高圧がかかり摩擦が高く固着が強くなる。一方で古く、厚く脆いプレートは高角で沈み込み固着が弱いとされる。固着の強い沈み込み帯はプレート移動のエネルギーの多くが巨大地震によりプレート間に歪が放出され地震カップリング率が高く、固着の弱い沈み込み帯は非地震性のすべりが多く、地震による歪の開放の割合が小さく地震カップリング率が低い。
電子基準点やGPSの解析により日本付近のプレート境界におけるプレート間の固着による滑り遅れ速度が推定されており、歪の蓄積の度合いや地震カップリング率が見積もられている。
日本付近で最も低角で沈み込むのは南海トラフで、高角で沈み込むのは伊豆・小笠原海溝であり、このことが日本周辺における地震の起こり方を支配している。南海トラフでは凡そ100 - 150年毎に連動型巨大地震を発生し、時には1707年の宝永地震のような南海トラフ全般に断層破壊が及んでいるが、伊豆・小笠原海溝では小さな地震は頻発しているものの巨大地震が確認されていない。
1700年にカスケード地震を引起したカスケード沈み込み帯は、普段は地震の回数が少なく歴史記録上は静穏を保っているが、若いファンデフカプレートが低角で沈み込み固着が強く、地質調査から巨大地震が数百年毎に発生していると推定され、将来M9クラスの地震の発生が予測される。